# Влодзімєж Штаєр
Володимир Володимирович Штаєр, або Влодзімєж Штаєр (15 липня 1892, Монреаль — 15 вересня 1957, Гданськ) — офіцер Російського імператорського флоту, пізніше польський контр-адмірал, головнокомандувач ВМС Польщі з 1947 до 1950 року. Також автор ряду книг, опублікованих під псевдонімом Брунон Дзіміч.

## Біографія
Володимир Штаєр народився в родині етнічних поляків Влодзімежа Штаєра і Текли Вітольд-Александрович в м. Монреаль (Канада). Незабаром після його народження родина переїхала у Санкт-Петербург. У 1913 році закінчив морський кадетський корпус і курс морської артилерії. У тому ж році був призначений на крейсер «Аскольд» артилерійським офіцером. Брав участь в Першій Світовій війні, спочатку в Середземному морі, був поранений в 1917 р., продовжив військову службу в Фінляндії і Мурманську .
У 1919 році вступив на службу до польського флоту і отримав призначення в річковий військовий порт Модлин, де був помічником командира. У 1920 р. він створив III морський батальйон, на чолі якого вирушив на радянсько-польську війну. У 1920–1921 рр. служив заступником директора з навчальної роботи у військово-морському училищі, потім був призначений командиром канонерського човна МРП «Генерал Галлер». У 1924 р. прийняв командування канонеркою МРП «Комендант Пілсудський», через два роки був призначений командиром міноносця МРП «Мазур». Пройшов стажування в Школі артилерійських офіцерів в Тулоні. У 1926 р звільнився зі служби, але вже в 1927 р. був призначений на посаду начальника управління артилерії і озброєння при штабі ВМФ. Потім він став командиром навчального корабля (колишнього бронепалубного крейсера) «Балтика», потім прийняв командування Шкільної флотилією. У 1933—1935 р. командував флотилією протиторпедних есмінців. У 1935–1936 рр. служив начальником навчального центру фахівців флоту (Centrum Wyszkolenia Specjalistów Floty), і потім призначений капітаном порту Гдиня. В цей час він очолює комісію з прийому тральщиків і кораблів ORP Grom, ORP Gryf і ORP Błyskawica.
З 1937 року він командує укріпленим районом Гель. Під час німецької агресії проти Польщі керував обороною півострова Гель. 1 жовтня 1939 року він брав участь в брифінгу для головкому флоту Юзефа Унруга, на якому було прийнято рішення про капітуляцію. Взятий в полон, він перебував у наступних таборах: Oflag XB в Нінбург-на-Везері, Oflag XVIIC в Шпітталь-ан-дер-Драу, Oflag IIC в Вольденберге і Oflag XC в Любеку. Був звільнений в 1945 році.
Після закінчення бойових дій він повернувся на батьківщину і був прийнятий на службу в ВМФ. Він був призначений командиром порту Гдиня. У 1946 р. він очолював військово-морську місію в Москві і підписав угоду, за якою СРСР передав Польщі 23 корабля. Потім він командує морської зоною в Щеціні з бази Свіноуйсьце. У 1947 р. призначений головнокомандуючим польським флотом. У 1949 р. він запропонував зосередити військово-морські сили в Гдині, оскільки постачання і ремонт в Свіноуйсьце зіткнулося з серйозними труднощами. Він запросив радянських радників і продовжив військову службу на флоті до 5 років.
Підйом сталінізму в Польщі поклав край його кар'єрі. У 1950 р. він не дозволив службам безпеки заарештувати капітан-лейтенанта Збігнєва Венгляржа, командира МРП «Блискавіца». З цієї причини він був звільнений негайно і отримав лише невелику пенсію за віком. Вимушений шукати інший дохід, він працював в банку PKO спочатку в Гдині, а потім в м. Остроленка. Під час відлиги 1956 року одержав квартиру в Гданську (район Вжещ).
Одночасно з кар'єрою морського офіцера в 1930-х роках він зайнявся морської літературою. Спочатку він писав під псевдонімом Брунон Дзіміч, а з 1947 р. підписував свої твори своїм справжнім ім'ям.
Влодзімеж Штайер помер 15 вересня 1957 р. у військово-морському госпіталі в Гданську . Біл похований з військовими почестями на цвинтарі Захисників узбережжя в Редлово.

## Звання
| Мічман               | 1913 (Російська імперія) |
| Лейтенант            | (Російська імперія)      |
| Капітан-лейтенант    | 1917 (Російська імперія) |
| Капітан-лейтенант    | 1919 (Польща)            |
| Командор-подпоручнік | 1921 (Польща)            |
| Командор-поручник    | 1932 (Польща)            |
| Командор             | 1938 (Польща)            |
| Контрадмірал         | 1946 (Польща)            |

## Нагороди
- Срібний хрест Військового ордена Virtuti Militari 1945 р
- Лицарський хрест ордена Polonia Restituta 1935 р
- Офіцерський хрест ордена Polonia Restituta 1946 р
- Командорський хрест ордена Polonia Restituta 1948 р
- хрест Незалежності
- Медаль «10 річниця незалежності» (1928 р)
- Лицар Почесного легіону
- Військовий хрест з пальмою (1915)
- Військовий хрест із зіркою (1926)
- медаль Перемоги
- Медаль загальної служби (1919 р)
- Офіцерський хрест ордена Корони Італії (1925 р)

## Твори
- «Samotny krążownik» (1934)
- «Skaza marynarska» (1937)
- «Eskadra niescalona» (1939)
- «Przygody mata Moreli» (1947)
- «Samotny półwysep» (1957)

## Пам'ять
На честь Влодзімежа Штаєра названі:
- 9-я флотилія берегової оборони на півострові Гель
- початкова школа в м. Крокова.
- початкова школа у Владиславово.
- вулиці в наступних містах: Гдиня, Остроленка, Хель, Владиславово, Пуцьк і Свіноуйсьце .